# Nerreth

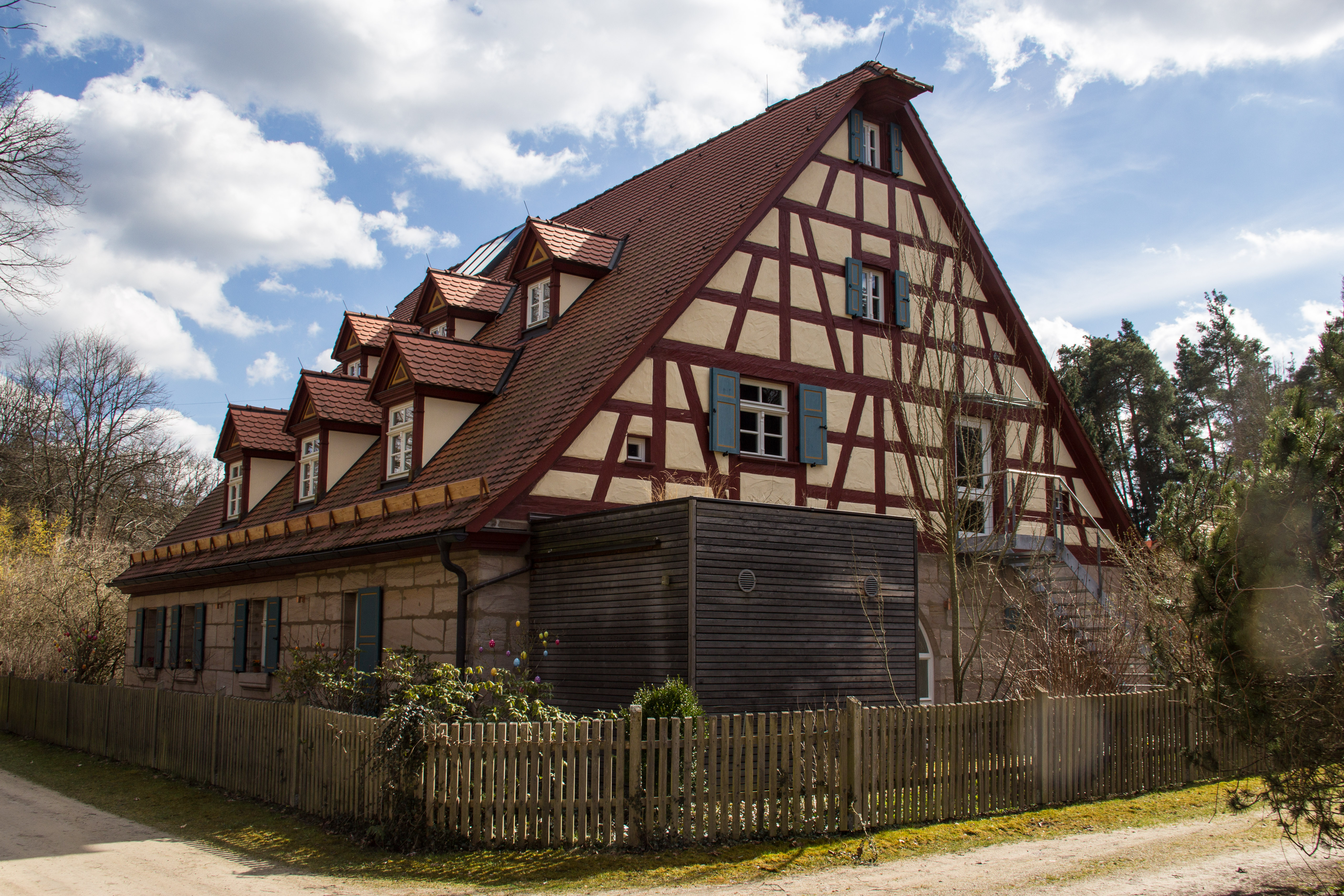
Ehemaliges Forstgut

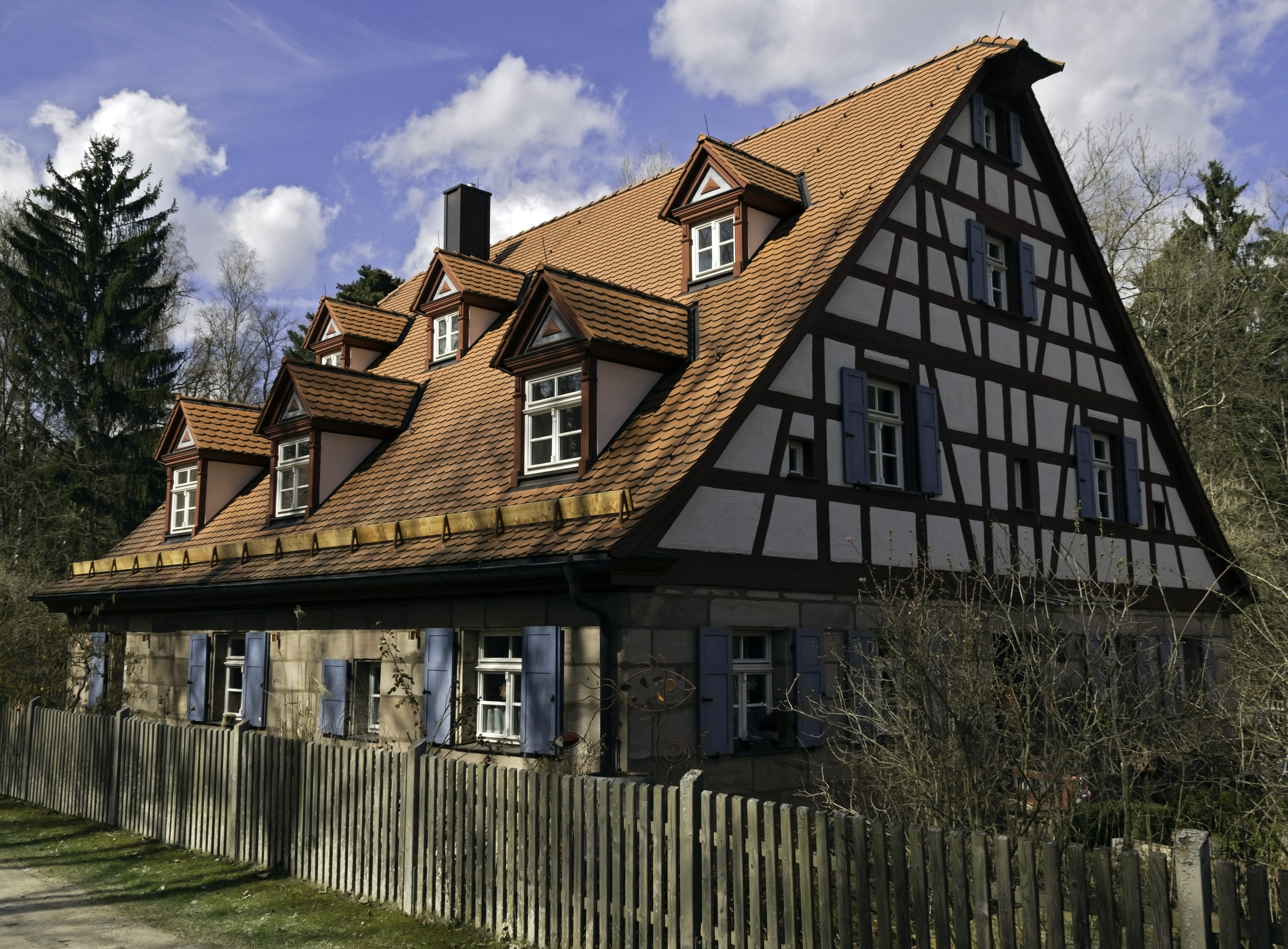
Ehemaliges Forsthaus, Rückseite

Nerreth (fränkisch: Närrad) ist ein Gemeindeteil des Marktes Wendelstein im Landkreis Roth (Mittelfranken, Bayern). Nerreth liegt in der Gemarkung Röthenbach bei Sankt Wolfgang.

## Lage
Der Weiler ist von Wäldern umgeben. Unmittelbar südlich verläuft die 220-kV-Leitung Ludersheim–Aschaffenburg–Borken, unmittelbar westlich befindet sich das Autobahndreieck Nürnberg/Feucht und es verläuft dort die Schnellfahrstrecke Nürnberg–Ingolstadt. Ein Wirtschaftsweg führt entlang der Schwarzach nach Röthenbach bei Sankt Wolfgang (1,8 km westlich).

## Geschichte
Der Ort wurde 1405 als „Nuwenreut“ erstmals schriftlich erwähnt, dem Ortsnamen nach zu schließen also eine Neurodung, die nicht wesentlich früher stattgefunden haben dürfte. Die verschliffene Form wurde 1504 erstmals bezeugt, konnte sich aber erst gegen Ende des 18. Jahrhunderts als die alleingebräuchliche durchsetzen.
Von 1505 bis 1806 lag Nerreth unmittelbar südlich an der Grenze zwischen dem Fürstentum Ansbach und dem Gebiet der Reichsstadt Nürnberg. Das Waldbauerntum wurde aufgrund der kargen Sandböden jedoch bald wieder aufgegeben. Stattdessen wurden dann die Forstwirtschaft und Imkerei betrieben sowie geköhlert und gefischt. Im 18. Jahrhundert wurde der Ort zu einem Sitz der Forstverwaltung und neu überbaut.
Gegen Ende des 18. Jahrhunderts bestand Nerreth aus 6 Anwesen. Das Hochgericht übte das brandenburg-ansbachische Oberamt Burgthann aus. Die Dorf- und Gemeindeherrschaft hatte das ansbachische Richteramt Wendelstein. Grundherren waren die Reichsstadt Nürnberg (Landesalmosenamt: 2 Halbhöfe; die Pfinzing-Stiftung: 1 Ganzhof; die Rieterische Stiftungsverwaltung Kornburg: 1 Halbhof; das Spitalamt Heilig Geist: 1 Halbhof) und der Nürnberger Eigenherr von Harsdorf (1 Halbhof).
Von 1797 bis 1808 unterstand der Ort dem Justiz- und Kammeramt Schwabach. Im Rahmen des Gemeindeedikts wurde 1808 Nerreth dem Steuerdistrikt Raubersried (II. Sektion) und der 1818 gebildeten Ruralgemeinde Röthenbach bei Sankt Wolfgang zugeordnet.
Gegen Ende des Zweiten Weltkrieges wollte die Firma MAN im Wald bei Nerreth noch ein geheimes Panzerwerk errichten. Dazu kam es jedoch nicht mehr. Ab 1948 begann MAN aufgrund der allgegenwärtigen Wohnungsnot kleine Stahlhäuser zu produzieren. Ein wirtschaftlicher Erfolg wurden diesen nicht zuteil, jedoch ist ein Exemplar in Nerreth erhalten geblieben. Dieses wurde 2012 in das Fränkische Freilandmuseum Bad Windsheim transloziert, wiederaufgebaut und zeitgenössisch eingerichtet. Bis in die 1960er Jahre wurden große Mengen Rest- und Hausmüll in den Wäldern um Nerreth abgelagert und mit Bauschutt bedeckt. 
Am 1. Mai 1978 wurde Nerreth im Zuge der Gebietsreform in Bayern nach Wendelstein eingegliedert.

### Baudenkmäler
In Nerreth gibt es neun Baudenkmäler:
- Haus Nr. 3: Ehemaliges Forsthaus
- Haus Nr. 5: Ehemaliges Forstgut
- Die Schleusen 53 bis 59 des Ludwig-Donau-Main-Kanals

Südlich von Nerreth stand früher das Steinkreuz bei der Autobahnraststätte Feucht West, welches im Rahmen der Umgestaltung der Raststätte dorthin versetzt wurde.

### Bodendenkmäler
Einige bronzezeitliche Gräber befinden sich in unmittelbarer Nähe. Diese datieren auf circa 1600 bis 1300 v. Chr.

### Einwohnerentwicklung
| Jahr      | 001818 | 001840 | 001861 | 001871 | 001885 | 001900 | 001925 | 001950 | 001961 | 001970 | 001987 | 002014 |
| Einwohner | 48     | 44     | 39     | 44     | 33     | 13     | 12     | 33     | 14     | 10     | 9      | 14     |
| Häuser    | 7      | 7      |        |        | 7      | 3      | 3      | 4      | 3      |        | 3      |        |
| Quelle    | [ 13 ] | [ 14 ] | [ 15 ] | [ 16 ] | [ 17 ] | [ 18 ] | [ 19 ] | [ 20 ] | [ 21 ] | [ 22 ] | [ 23 ] |        |

## Religion
Nerreth ist seit der Reformation evangelisch-lutherisch geprägt und war ursprünglich nach St. Georg (Wendelstein) gepfarrt, seit den 1950er Jahren ist die Pfarrei St. Wolfgang (Röthenbach) zuständig. Die Katholiken sind nach St. Nikolaus (Wendelstein) gepfarrt.